# James Wilson
Doktor James Evan Wilson je fiktivni liječnik iz FOX-ove serije Dr. House kojeg glumi Robert Sean Leonard.
Lik se prvi put pojavljuje u pilot epozodi kada predstavlja jedan slučaj dr. Houseu, protagonistu serije. U cijeloj seriji, Wilson je Houseov jedini pravi prijatelj te mu često daje pomoć i savjete. Wilson je onkolog i vodi Odjel onkologije u bolnici Princeton-Plainsboro.

## Životopis
James Evan Wilson, rođen kao jedan od trojice braće u židovskom domu, prvo studira na Sveučilištu McGill, no s daljnjom specijalizacijim nastavlja na sveučilištima Columbia i Pennsylvania. Wilson ima dugu povijest neuspjelih brakova: njegov treći, za sada i posljednji brak, traje tijekom prve sezone, a završava u drugoj, nakon što Wilson otkrije nevjeru svoje supruge. Nakon svoje treće rastave, Wilson živi po raznim privremenim akomodacijama, među koje spada i jedan period suživota s Houseom, sve dok se ne upozna s Amber Volakis. U prvoj sezoni Wilson otrkiva kako mu je jedan brat beskućnik, te kako ne zna je li uopće živ ili mrtav.

## Karakterizacija
House je o Wilsonu jednom rekao da je "njegov prijatelj kojem ljudi kažu 'Hvala' kad im on kaže da umiru". Wilson tu svoju sposobnost koristi kako bi pomogao Houseu u dobivanju odobrenja pacijenta za odobravanje tretmana.

Nakon što Wilson prođe kroz tri propala braka, House zaključi da on ima potrebu "popraviti" žene kako bi mu odgovarale, a kada to naravi, postane nezainteresiran i pređe preko te ljubavi. Tijekom jednog spoja s Lisom Cuddy, Wilson je odbio odgovoriti na pitanje želi li djecu ili ne.
Wilson je dva puta branio Housea kada je njegova karijera bila u opasnosti. Kada Edward Vogler, u epizodi "Babies & Bathwater", Vijeću direktora predloži da se Houseou uruči ostavka, Wilson je jedini član odbora koji glasuje protiv prijedloga. U skladu s tim, Volger predloži, te uspije, u uklanjanju Wilsona iz odbora, no Wilson je ubrzo vraćen nakon što Lisa Cuddy uspije uvjeriti odbor da je prava prijetnja sam Volger, te da njegov novac nije vrijedan njegove želje da kontrolira bolnicu.
Wilson se također pokušavao boriti protiv Houseove ovisnosti, no bezuspješno. Nakon što se okladi s Houseom po pitanju Houseove ovisnosti, House na koncu ipak prizna da je ovisan o Vicodinu, no dodaje kako mu ovisnost ne smeta pri radu. Kada detektiv Michael Tritter zaprijeti Houseu kako će ga dati zatvoriti zbog njegove ovisnosti, Wilson pokuša uvjeriti Housea da krene na rehabilitaciju kako se situacija pogoršava. Nakon što Tritter nekoliko puta pritisne Wilsona da svjedoči, ovaj pristane, no to sakrije Houseu. Prije ovoga, Wilson je morao posjvedočiti kako House udara Roberta Chasea, verbalno vrijeđa Lisu Cuddy i krivo dijagnosticira dijete kojemu su zbog te dijagnoze trebali biti amputirani lijevi udovi.
U epizodi "Resignation", House otkriva da Wilson boluje od depresije, te da uzima lijekove kako bi to suzbio. 
U epizodi "Frozen", House saznaje da Wilson izlazi s Amber Volakis, jednom od kandidatkinja za posao u Houseovom timu, kojoj je House dao nadimak "Cutthroat Bitch".Pod Houseovim pritiskom, Wilson mu kaže kako je u vezi već nekoliko mjeseci, no istina je da je tek nekoliko tjedana. House i Cuddy predlože kako će njegova potreba da bude potreban nahraniti njezinu potrebu za dominacijom i ultimativno ga uništiti, no Wilson odbija prekinuti s njom.
U epizodi "Don't Ever Change", House nevoljko odobrava njihovu vezu. U zadnjoj epizodi četvrte sezone, Ambre umire od posljedica trovanja adamantinom nakon autobusne nesreće. 
Na početku pete sezone, Wilson daje ostavku na mjestu šefa onkologije te (privremeno) prekida svoje prijateljstvo s Houseom. Tijekom pete sezone, nakon što Wilson da ostavku, House unajmi privatnog detektiva kako bi pratio Wilsona. House i Wilson se mire tijekom 4. epizode 5. sezone kada Wilson vozi Housea na očev sprovod. Nakon jedne neugodne svađe, njih dvojica razgovaraju i pomire se, čime se Wilson vraća na mjesto šefa Odjela za onkologiju i obnavlja prijateljstvo s Houseom.

## Koncept i stvaranje
Robert Sean Leonard u početku nije bio zainteresiran za igranje uloge Jamesa Wilsona. Vjeruje da je ulogu dobio zbog svog poznanstva s producentom Bryanom Singerom; nedugo nakon što je Leonard dobio plaću za ulogu u filmu Društvo mrtvih pjesnika, Singer je od njega posudio novac kako bi snimio film Lion's Den. U filmu je glumio Leonardov dobar prijatelj, Ethan Hawke, koji je ujedno pohađao istu školu kao i Singer. Leonard je zadovoljan svojom ulogom i želi nastaviti glumiti u seriji.
Ako se u obzir uzmu popularne paralele između Doyleove serije o Sherlocku Holmesu, Wilson bi zauzimao mjesto doktora Watsona. Sam Leonard je rekao kako je namjera bila da House i njegov lik preuzmu uloge Holmesa i Watsona, no dodao je kako misli da je ulogu Watsona od početka serije preuzeo Houseov tim. Pruducentica Katie Jacobs je rekla kako i Wilson i House izbjegavaju zrele veze što ih još više zbližuje. Dodala je da je razlika između dvojice likova ta što Wilson teško odbija molbe jer želi ugoditi drugoj osobi.
Leonard je rekako kako je Wilson jedan od rijetkih likova koji dobrovoljno održava vezu s Houseom jer ne rade jedan za drugoga, te, u skladu s tim, nemaju što izgubiti ako si kažu istinu. Wilson je također jedan od rijetkih likova koji može nasmijati Housea. Wilsonovo useljenje kod Housea u epizodi "Sex Kills", nakon što je propao Wilsonov treći brak, simbolizira njegovo pronalaženje emocionalnog zaklona u prijatelju.